# Шкорпилова базилика в Аспарухово
Шкорпиловата църква край Варна представлява археологически обект, част от днешния Археологически комплекс „Джанавара“, заедно с мемориала на Херман Шкорпил и туристически маршрут.
Археологическите останки от раннохристиянска църква в район Аспарухово се намират на 4 километра югозападно от центъра на Варна и на 0,5 км западно от квартал Аспарухово, в парк „Боровец“, на североизточния склон на възвишението Джанавара (от турски: Зверилник), недалеч от южния бряг на Варненското езеро.
Базиликата е уникална с необикновената за ранното християнство архитектура и редкия характер на 120 кв. м мозайки. През 1960-те години е направена частична консервация и реставрация, но не и на мозайките, като поради опасност от разрушаването им те са били покрити отново с пръст, без да са изцяло заснети.

## Архитектура
Базиликата е пример за византийско строителство от редове дялани каменни блокове и тухли със спойка от хоросан. Тя е еднокорабна, с вътрешна апсида, едноделен нартекс и с атриум с колонада. Размерите ѝ с 31m в дължина, 28m в ширина и с дебелина на стените на наоса 2,5m. Долните части от стените на църквата са покрити с останки от мраморни настилки и стенописи над тях. Подовете на централния кораб на църквата, олтарът и кръщелнята (с кръстовиден басейн в средата) също са били покрити с мраморни плочи, а останалите помещения са били застлани с многоцветни мозайки от геометрични и флорални мотиви. Двете източни двуетажни пастофории са играели роля на отбранителни кули. Всички помещения на базиликата имат характерна особеност – правоъгълни отстъпи в ъглите. При източните те са двойни при външните стени, а при западните всички отстъпи са единични. Това придава раздвиженост на вътрешната архитектура и не е познато от други раннохристиянски църкви в България.

## История
Първите откриватели на раннохристиянската църква са братята Карел и Херман Шкорпил, подпомагани между 1915 и 1919 г. от архитект Александър Рашенов. При разкопките им на т.нар. Змийска могила е открита зидана тухлена гробница на мъж, починал в много напреднала възраст, а пред олтара е открит уникален комплект от 3, поставени една в друга, мощехранителници – мраморна, сребърна и златна, украсена със скъпоценни камъни.
През 1997 г. археолози правят сензационно откритие на обекта – анализирайки 2 допълнително разкрити зида, те са описани като останки от битови помещения, доказващи, че църквата е била част от манастирски комплекс.
Според археолога Александър Минчев, най-ранната част на комплекса е не по-рано от началото на VI век.

## Транспорт
Достъпът до Археологически комплекс „Джанавара“ се осъществява по градската пътна мрежа на Варна, въпреки че обектът се намира само на 100 метра южно от автомагистрала „Черно море“. Най-близката до обекта спирка на градския автобусен транспорт е „Джанавара (селата)“ на линия № 2 (тръгвайки от сп. „Централна поща“). До самия археологически комплекс, който е подходяща дестинация и за пикник и оф-роуд туризъм, се достига след кратко изкачване по улиците „Перекоп“ и „Манастирска“.